# Randy George (Musiker)
Randy George (* in Denver) ist ein US-amerikanischer Bass-Gitarrist, der vor allem als Mitglied der Neal Morse Band bekannt geworden ist.

## Biografie
Randy George lernte als Kind Klavier und das Keyboard blieb auch später in seiner Karriere sein zweites Instrument. Die Bassgitarre entdeckte er erst in seinen frühen Teenagerjahren und John Lodge von den Moody Blues war sein erstes Vorbild.
In Seattle gründete er 1994 zusammen mit Dan Lile und Wil Henderson die Prog-Rock-Band Ajalon. Nach zwei Jahren nahm Rick Wakeman sie für das Label Hope Records unter Vertrag und 1997 veröffentlichten sie ihr erstes gemeinsames Album.
2003 folgte die erste Soloveröffentlichung von George, ein Instrumentalalbum mit dem Titel In the Light of the King’s Countenance. In den frühen 2000er Jahren lernte er über einen gemeinsamen Bekannten auch Neal Morse kennen. Er unterstützte ihn erstmals bei seinem 2004 erschienenen Testimony-Album und der anschließenden Tour und arbeitete danach auch bei dessen Soloalben One und ? mit ihm zusammen. Umgekehrt war Morse 2005 beim zweiten Ajalon-Album On the Threshold of Eternity als Gastsänger beteiligt.
2006 veröffentlichten Neal Morse, Randy George und Mike Portnoy von Dream Theater – ebenfalls regelmäßiger Kollaborateur von Morse – gemeinsam das Album Cover to Cover. Darauf enthalten waren Coversongs, die sie nebenher bei den vorherigen gemeinsamen Albumsessions eingespielt hatten.
2009 nahmen Ajalon ihr letztes Album This Good Place auf, ein Jahr später erschien noch eine DVD von einem gemeinsamen Auftritt mit Morse in Seattle. George widmete sich danach erst einmal anderen Projekten und brachte sein zweites Solo-Instrumentalalbum Action Reaction heraus. 2012 veröffentlichten George, Morse und Portnoy, der inzwischen Dream Theater verlassen hatte, ein zweites Album mit Songs aus zwei Coversessions unter dem Titel Cover 2 Cover. Ab 2013 veröffentlichten Neal Morse und seine Begleitmusiker inklusive George und Portney offiziell als Neal Morse Band.
Das dritte Album mit Coversongs in Dreierbesetzung, Cov3r to Cov3r, erschien 2020. Gleichzeitig wurde auch eine 3-fach-CD mit den beiden älteren Veröffentlichungen herausgebracht. Dies brachte George und seinen beiden Mitmusikern sowohl in Deutschland als auch in der Schweiz eine offizielle Chartplatzierung.

## Diskografie
Alben
Solo
- In the Light of the King’s Countenance (2003)
- Action Reaction (2011)

mit Ajalon
- Light at the End of the Tunnel (1997)
- On the Threshold of Eternity (2005)
- This Good Place (2009)

mit der Neal Morse Band
- siehe Neal Morse

mit Neal Morse und Mike Portnoy
- Cover to Cover (2006)
- Cover 2 Cover (2012)
- Cov3r to Cov3r (2020)
- Cover to Cover Anthology Vol. 1–3 (2020)